# Сражение у мыса Меркурия (468)
Сражение у мыса Меркурия или сражение у мыса Бон — морское сражение во время совместной военной экспедиции Западной и Восточной Римской империй под командованием Василиска против столицы вандалов Карфагена в 468 или 470 году.

## Ход вторжения
План вторжения в королевство вандалов стал результатом консультаций между императором Восточной Римской империи Львом, императором Западной Римской империи Антемием и полководцем Марцеллином, наместником в Иллирии. Целью операции было наказать короля вандалов Гейзериха за разграбление Рима в 455 году. 
Вторжение в королевство вандалов было одной из крупнейших десантных военных операций древности. В нем участвовало более тысячи кораблей и более 50 000 человек, собранных на Сицилии. Командующий экспедицией Василиск, зять императора Льва, отплыл прямо в Карфаген, в то время как Марцеллин атаковал и завоевал Сардинию, а третий контингент под командованием Ираклия Эдесского высадился на ливийском побережье к востоку от Карфагена, быстро продвигаясь вперед. Сначала Василиск вступил в ряд успешных сражений с флотом вандалов, потопив 340 вражеских кораблей. Сардиния и Ливия уже были завоеваны Марцеллином и Ираклием, когда Василиск бросил якорь у мыса Меркурия, ныне мыс Бон, примерно в шестидесяти километрах от Карфагена. Гейзерих попросил Василиска дать ему пять дней для выработки условий мира. Прокопий Кесарийский указывает, что Гейзерих подкрепил свою просьбу о перемирии взяткой.

## Ход сражения
Однако во время переговоров Гейзерих собрал свои корабли, наполнил некоторые из них горючим материалом и ночью внезапно атаковал имперский флот, выпустив брандеры против вражеских кораблей, которые не охранялись:

«Когда [вандалы] приблизились, они подожгли лодки, которые тащили за собой, и как только ветер наполнил их паруса, они пустили их в путь к римскому флоту. А так как в этом месте собралось множество кораблей, то лодки легко поджигали все, к чему прикасались, и сами быстро погибали вместе с парусными судами, к которым прикасались».— Прокопий, О войнах с вандалами, I, 6.
Имперские командиры попытались спасти некоторые корабли от уничтожения, но их маневры были прерваны другими атаками:

«По мере того как огонь распространялся, римский флот, как и следовало ожидать, наполнился смятением и грохотом, который соперничал с шумом, производимым ветром и ревом пламени, в то время как солдаты и матросы сообща толкали шестами как брандеры, так и сами корабли, которые гибли один за другим в полнейшем беспорядке. И вандалы уже напали на него, и таранили корабли, и топили их, и пленили солдат, которые пытались бежать, и взяли их оружие в качестве добычи».— Прокопий, О войнах с вандалами, I, 6.
Василиск скрылся на своём судне в разгар битвы. Помощник Василиска Иоанн (Иоаннес), увидев, что его корабль вот-вот будет захвачен, отказался сдаться Генсо, сыну Гейзериха, прыгнул за борт в своих тяжелых доспехах и утонул. Его последними словами были: «Я никогда не попаду в руки нечестивых псов вандалов».

## Результаты
Флот вандалов продолжил свои действия и потопил более 100 римских кораблей. В ходе битвы погибло около 10 000 римских солдат и моряков. После потери большей части флота экспедиция провалилась: Ираклий отступил через пустыню в Триполитанию, удерживая там позицию в течение двух лет, пока не был отозван; Марцеллин отступил на Сицилию, где к нему присоединился бежавший Василиск, но был убит, возможно, по наущению Рицимера, одним из своих собственных капитанов. Поражение у мыса Меркурия положило конец последним шансам Западной Римской империи на выживание.